# Кенрјаку
Кенрјаку (建暦) је јапанска ера (ненко) која је настала после Џоген и пре Кемпо ере. Временски је трајала од марта 1211. до децембра 1213. године и припадала је Камакура периоду. Владајући монарх био је цар Џунтоку.

## Важнији догађаји Кенрјаку ере
- 1211. (Кенрјаку 1, први месец): Шогун Санемото ојачава своју позицију на двору.[4]

- 1211. (Кенрјаку 1, први месец): Будистички свештеник Хонен враћа се за Кјото након периода изгнанства. Он је био један од почетних оснивача храма Сенју-џи.[4]
- 12. јануар 1212. (Кенрјаку 2, двадесети дан дванаестог месеца): Будистички свештеник Хонен умире у 80 години недуго након што је оставио кратки писани документ о свом учењу. Овај документ назван је „Ичимаи кишомон“.[5]
- 1212. (Кенрјаку 2, шеснаести дан првог месеца): Бивши високи свештеник Џиен (1155–1225) царским декретом је именован игуманом Тендаја.[6]